# Gare de Himeji
La gare d'Himeji (姫路駅, Himeji-eki) est une gare ferroviaire localisée dans la ville d'Himeji, dans la préfecture de Hyōgo au Japon. La gare est exploitée par la compagnie JR West, sur la ligne Sanyō (ligne JR Kobe), ainsi que sur la ligne Shinkansen Sanyō et des deux autres lignes les lignes Bantan et Kishin. Elle est le terminus fictif de la ligne JR Kobe. La gare se situe au cœur de la ville et son numéro de gare est JR-A85.

## Situation ferroviaire
Établie à 19 mètres d'altitude, la gare d'Himeji est située au point kilométrique (PK) 54.8 de la ligne Sanyō (Ligne JR Kobe). En tant que gare principale de la ville d'Himeji, elle est devenue un terminal de la ligne de Shinkansen et de 3 lignes classiques. La gare d'Himeji est la plus grande de toute la préfecture de Hyogo. Elle est le départ des lignes Bantan (direction de d'Asago) et Kishin (direction de Niimi). Jusqu’à Himeji depuis Kobe, la ligne Sanyo porte le surnom de ligne JR Kobe. Mais au-delà, il n'existe pas de surnom et la ligne est connu sous le nom simple de Sanyo.

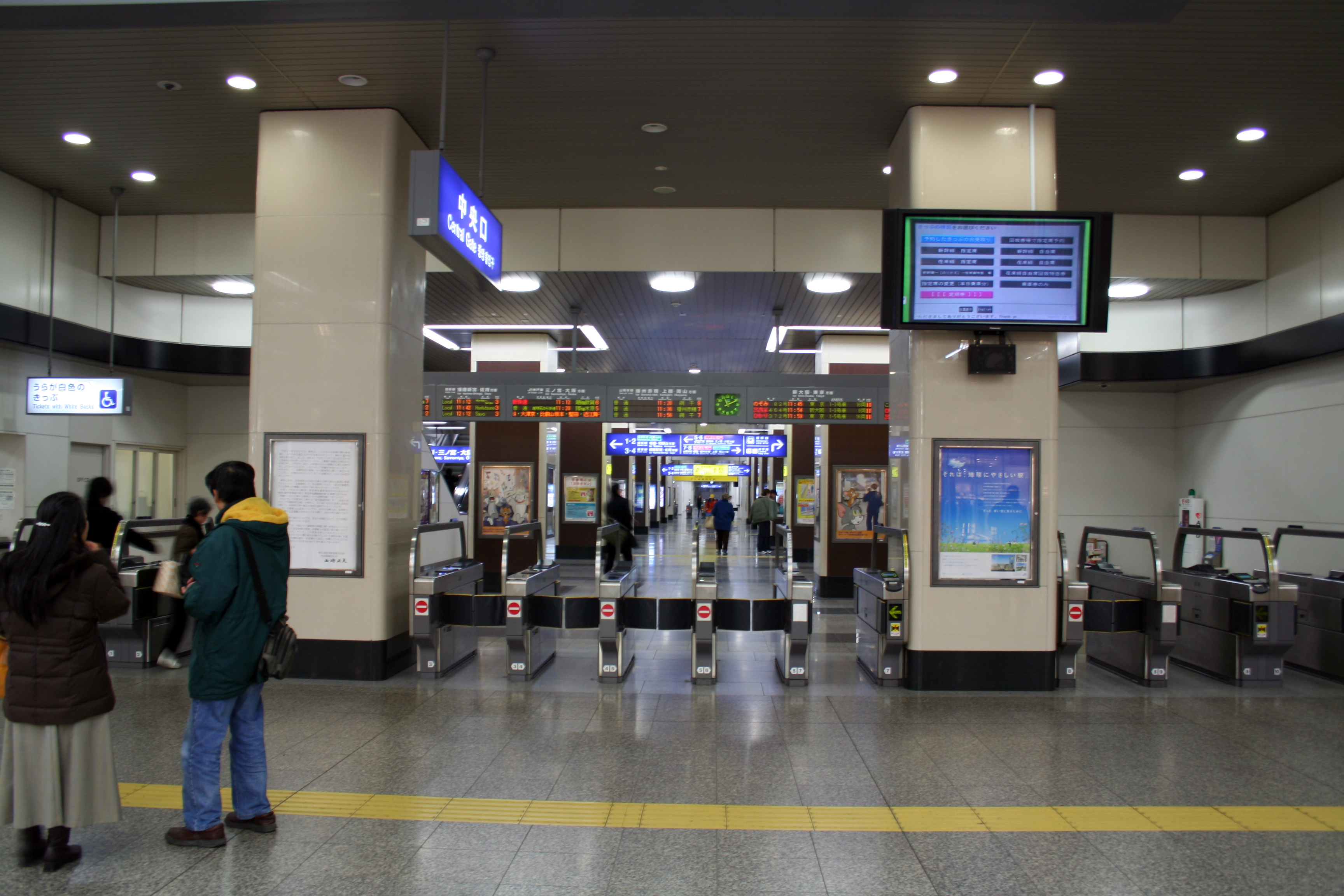
Portillon à l'entrée principale d’accès aux quais

## Histoire
La gare fut construite en 1888 par la compagnie ferroviaire Sanyo tout nouvellement créée. En ce temps-là, la gare se trouvait à l'extérieur de la ville. À la même époque, le 10e régiment d'infanterie de l'armée impériale japonaise était stationné dans le château de Himeji.
À partir de 1894, la compagnie de chemin de fer Bantan qui fusionnera en 1903 avec la société de chemin de Fer Sanyo qui sera elle-même intégrée dans la Société gouvernementale des chemins de fer japonais 3 ans plus tard, crée une ligne partant d'Himeji (la ligne Bantan aujourd'hui). La ligne Kishin ne sera construite qu'en 1930 et la ligne entre Himeji et Nishi-Akashi ne sera électrifiée qu'en 1958. C'est en 1972 que la ligne Shinkansen Sanyō est ouverte jusqu'à Okayama. Lors du tremblement de terre de 1995, la gare eut d'importants dégâts, mais resta opérationnelle. Avec la fermeture de la ligne JR Kobe à cause du tremblement de terre, la ligne Bantan servit de contournement à la fermeture de la ligne JR Kobe et une affluence exceptionnelle de passagers se rendant à Fukuoka arrivèrent à Himeji. Avec la réouverture de la ligne Shinkansen en avril 1995 jusqu'à Osaka, l'affluence de passagers en gare redevint normale.
En 2015, la fréquentation journalière de la gare était de 51 710 personnes. La gare était classée en termes de fréquentation 13e sur l'ensemble des gares JR West et 5e au niveau de la préfecture.
| 2010   | 2011   | 2012   | 2013   | 2014   | 2015   |
| 45 924 | 46 422 | 47 023 | 49 445 | 49 076 | 51 710 |

## Service des voyageurs

### Accueil

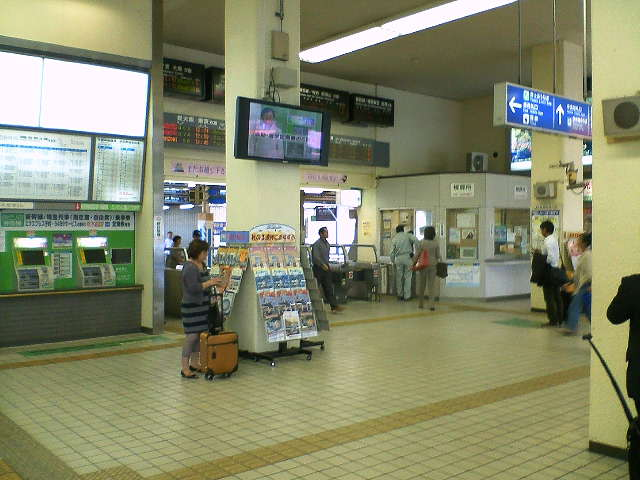
intérieur de la gare, avec à gauche les distributeurs automatiques verts

La gare dispose d'un guichet, ouvert tous les jours de 5 h 30 à 23 h, de billetterie automatique verte pour l'achat de titres de transport pour shinkansen et train express. la carte ICOCA est également possible pour l’accès aux portillon d’accès aux quais.
La gare possède également un coin pour les consignes automatique et dispose d'un bâtiment pour location de voiture et de place de parking.

### Desserte
La gare d'Himeji est une gare disposant de cinq quais (dont deux pour le Shinkansen) et de onze voies (dont deux pour le Shinkansen). Les Limited Express Hamakaze, Super Hakuto, Rakuraku Harima ainsi que les trains de nuit Limited Express Sunrise Seto et Sunrise Izumo s'arrêtent à cette gare. Les trains de nuit s’arrêtent sur la voie 5 pour les trains en direction d'Osaka et sur la voie 8 pour les trains allant vers la direction d'Okayama / Tottori. Les Shinkansen partant depuis Himeji en direction d'Osaka et Tokyo, partent depuis la voie 12. Une partie des shinkansen Nozomi et Mizuho circulant sur la ligne Shinkansen Sanyo s'arretent à Himeji.
Il faut en moyenne compter 8 minutes pour une correspondance entre la ligne Shinkansen et les lignes JR Kobe/Bantan/Kishin.

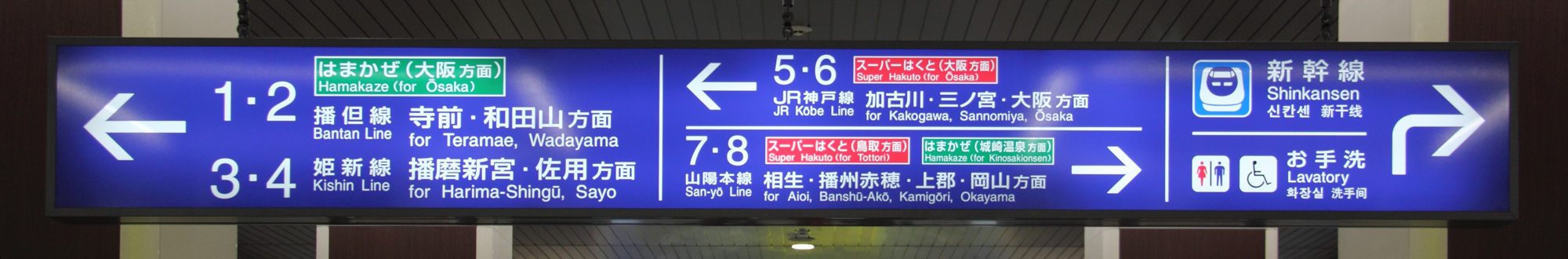
Panneau d'indication des voies / destination (Vue depuis l’accès principal aux quais)

| N° de voie                         | Ligne                             | Direction                              |                                   |
| Quais des lignes conventionnelles  | Quais des lignes conventionnelles | Quais des lignes conventionnelles      | Quais des lignes conventionnelles |
| ---------------------------------- | --------------------------------- | -------------------------------------- | --------------------------------- |
| 1・2                               | J Bantan                          | Teramae - Wadayama                     |                                   |
| 1・2                               | ◇ Limited Express Hamakaze        | Shin-Osaka - Osaka                     |                                   |
| 3・4                               | K Kishin                          | Harima-Shingū - Sayo                   |                                   |
| 5・6                               | A JR Kobe                         | Kakogawa - Sannomiya - Osaka           |                                   |
| 5・6                               | ◇ Limited Express Super Hakuto    | Osaka                                  |                                   |
| 7・8                               | A Sanyō                           | Aioi - Banshū-Akō - Kamigōri - Okayama |                                   |
| 7・8                               | ◇ Limited Express Super Hakuto    | Tottori                                |                                   |
| 7・8                               | ◇ Limited Express Hamakaze        | Kinosakionsen                          |                                   |
| Quais de la ligne Shinkansen Sanyō |                                   |                                        |                                   |
| 11                                 | Shinkansen Sanyō                  | Osaka - Tokyo                          |                                   |
| 12・13                             | Shinkansen Sanyō                  | Okayama - Kagoshima-Chūō               |                                   |

Installations et desserte
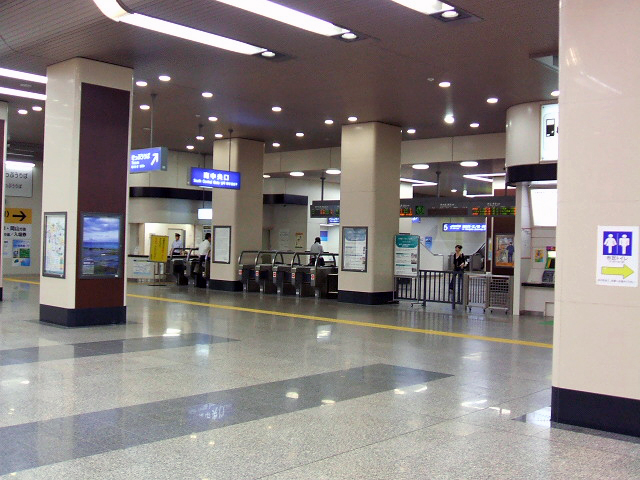
Portillon d’accès principaux pour les quais.
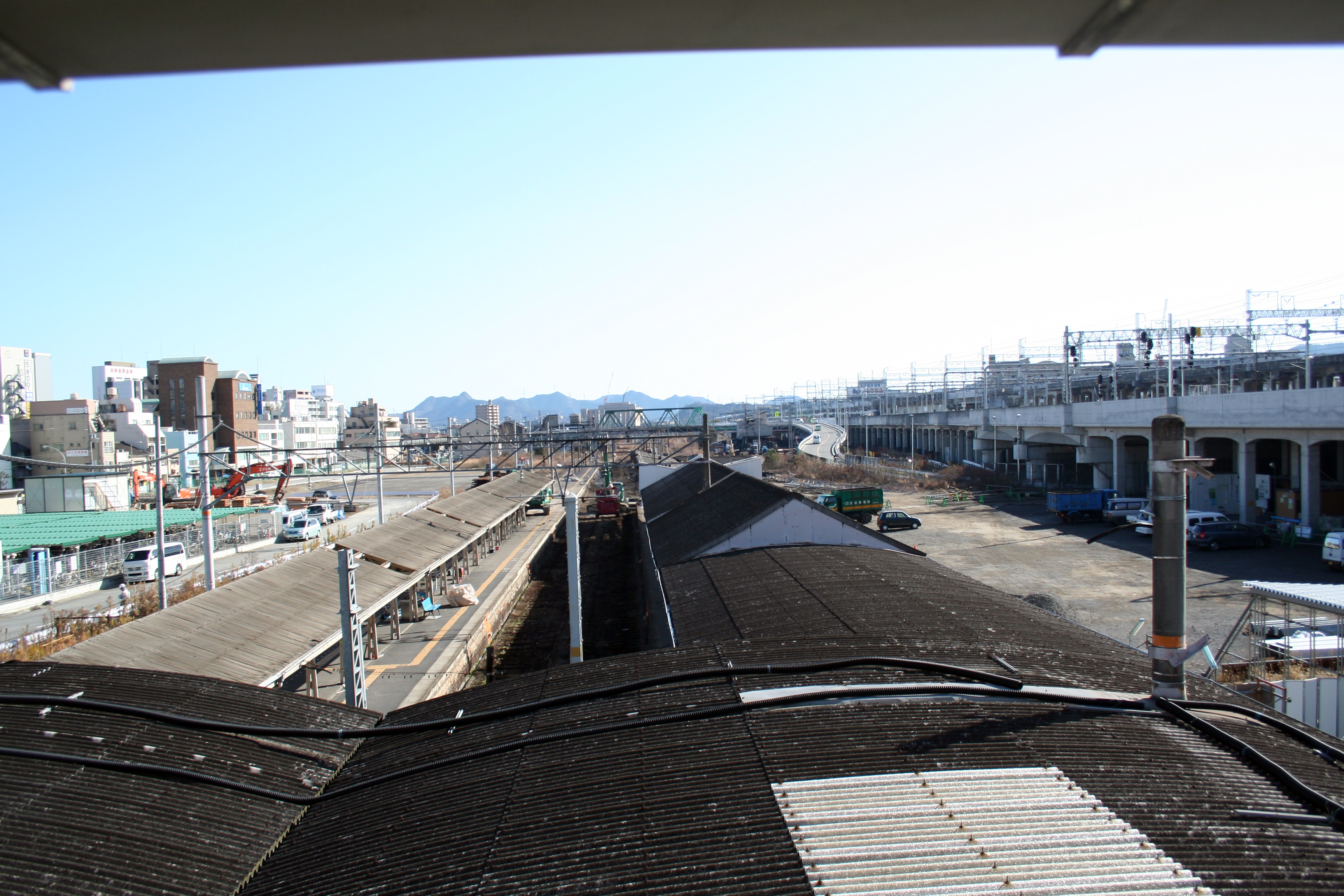
Voies et quais sur les lignes standards.
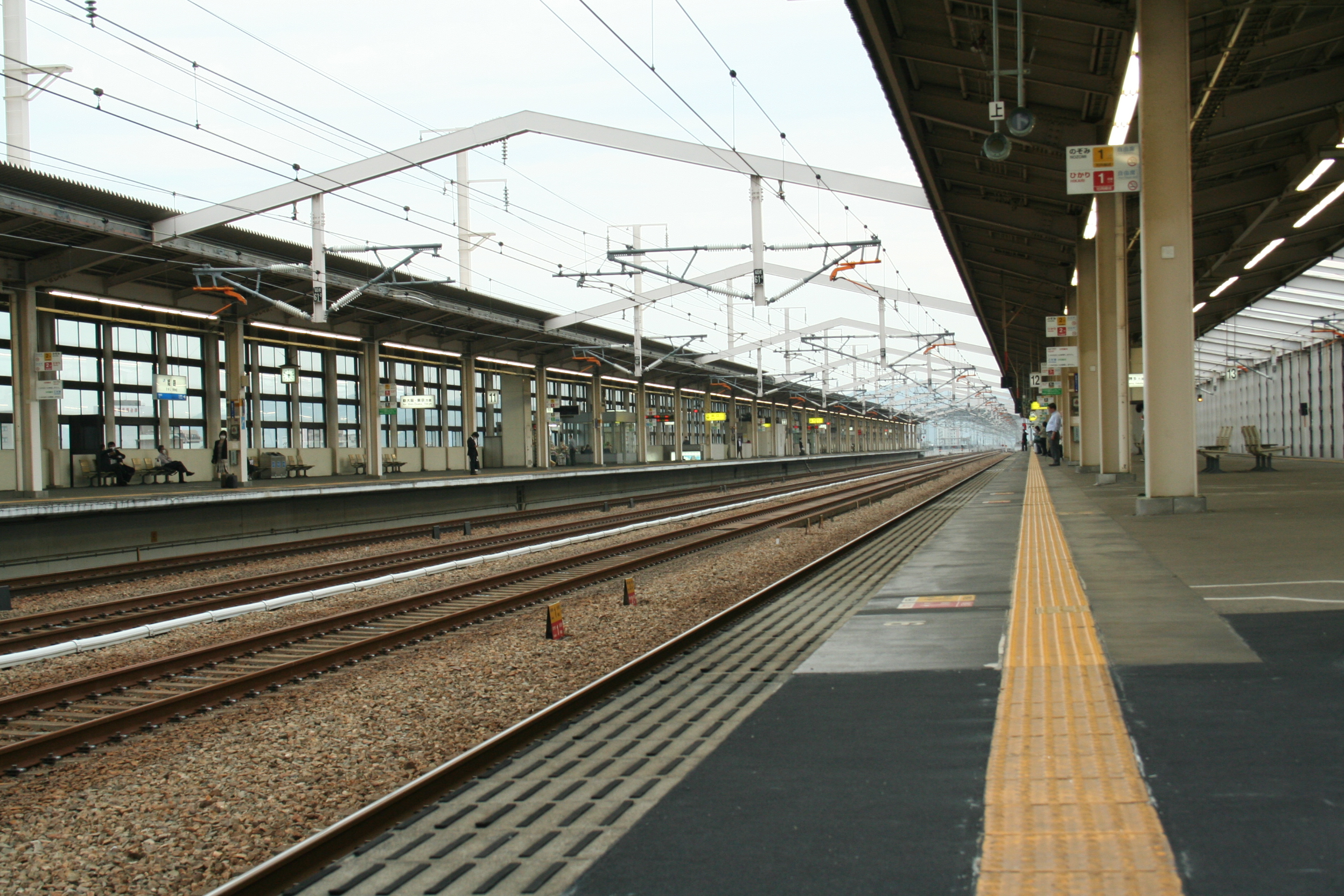
Voies et quais Shinkansen.

### Intermodalité

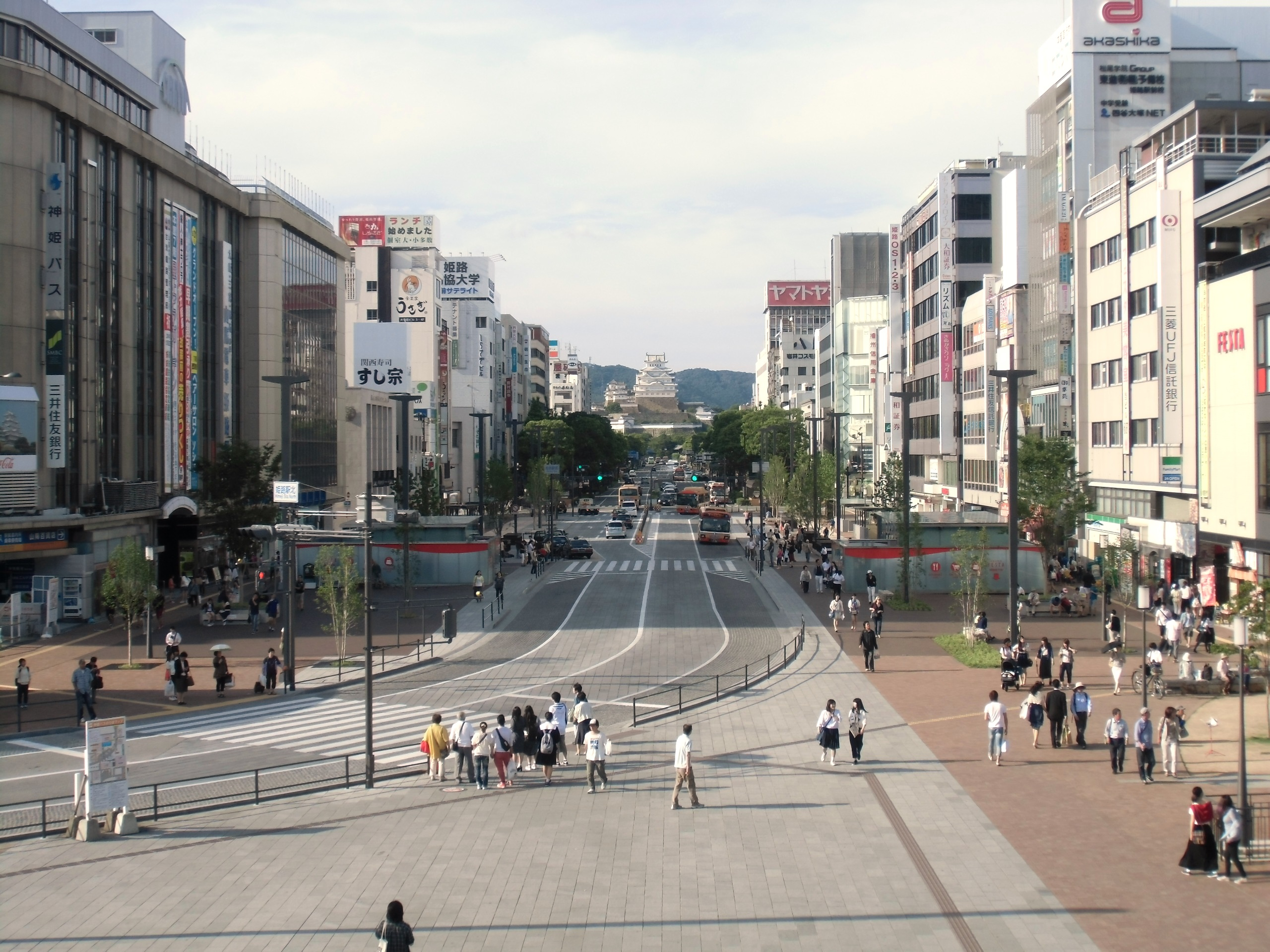
Vue sur le château d'Himeji depuis la sortie nord de la gare

Au nord de la gare, se trouvent les vestiges de la ville d'époque et le château d'Himeji. Au sud, se trouve la partie de la ville qui s'est développée après la Seconde Guerre mondiale. À l'est, il y a eu la ré-découverte de l'ancienne gare de triage de la ville. La gare la plus proche est celle de Sanyo-Himeji de la compagnie Sanyo Electric Railway.
L’aménagement d'espace vert, de rues piétonnes devant la gare a reçu des éloges de la part du Ministère du Territoire, des Infrastructures, des Transports et du Tourisme et du bureau des transports du Kinki.

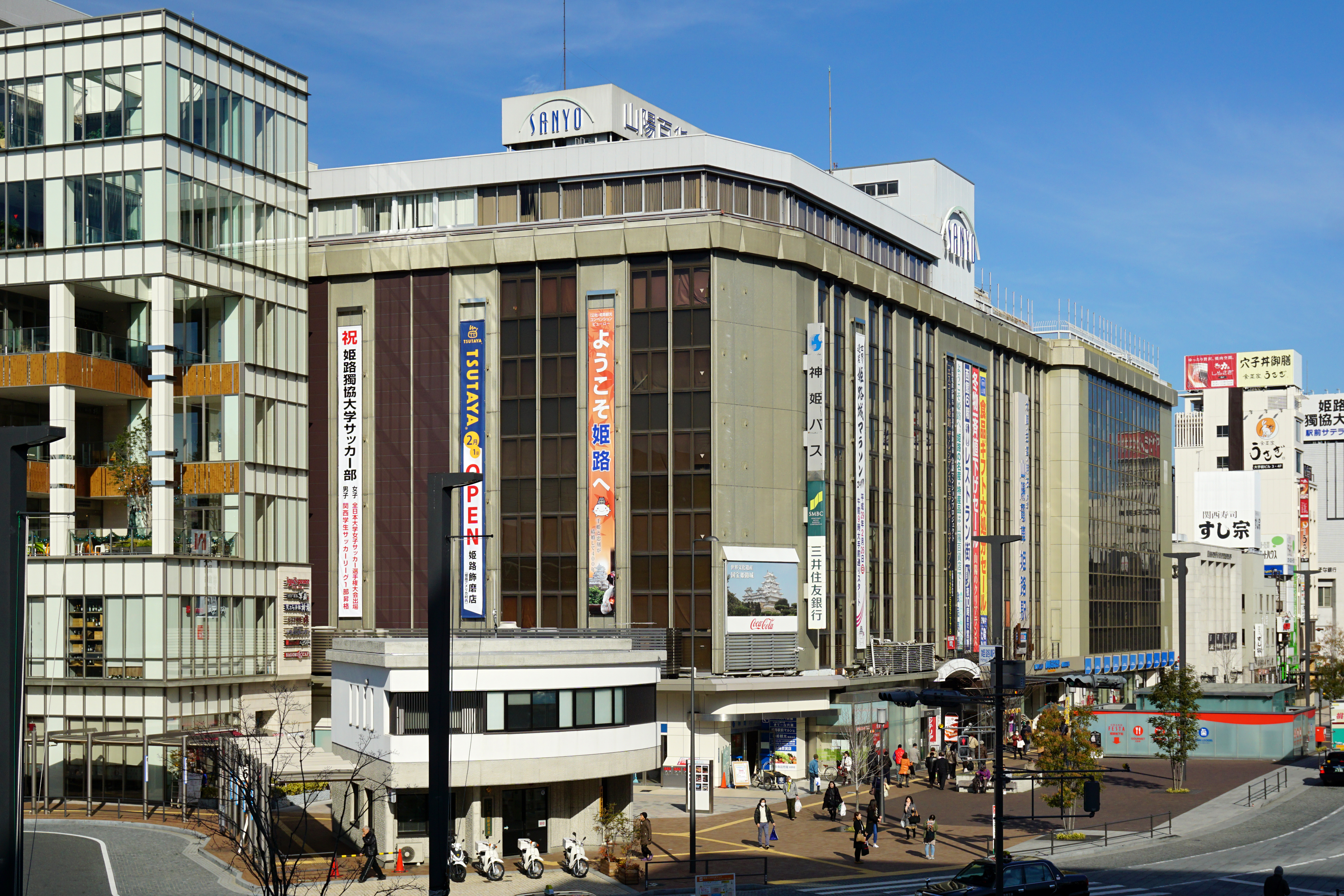
Vue sur la façade avant du bâtiment regroupant l'entrée de la gare de Sanyo-Himeji et un centre commercial.

#### Train
| Gare         | Ligne | Exploitant | Distance du site |
| ------------ | ----- | ---------- | ---------------- |
| Sanyo Himeji | Sanyo | Sanyo      | 250m             |

#### Bus
Des bus de la compagnie Shinki Bus desservent la gare vers l'aéroport international du Kansai et celui d'Osaka notamment.

### Site d’intérêt
- Le Château d'Himeji

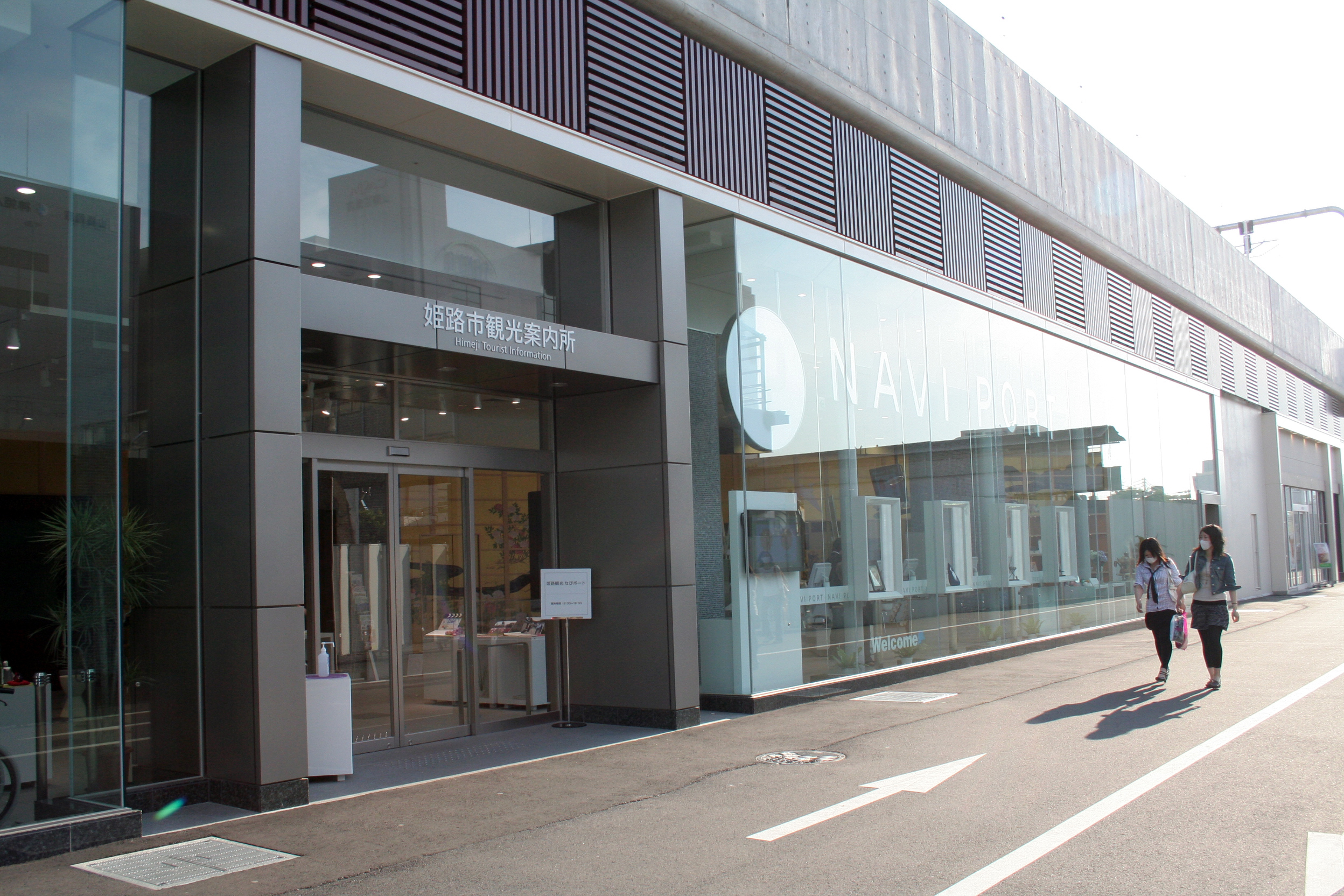
Entrée de l'office du tourisme d'Himeji

- Le musée d'histoire de la préfecture de Hyogo
- Le musée d'Art municipal
- Le zoo municipal
- Le parc central Tegarayama
- Le jardin botanique Tegarayama
- L'aquarium municipal

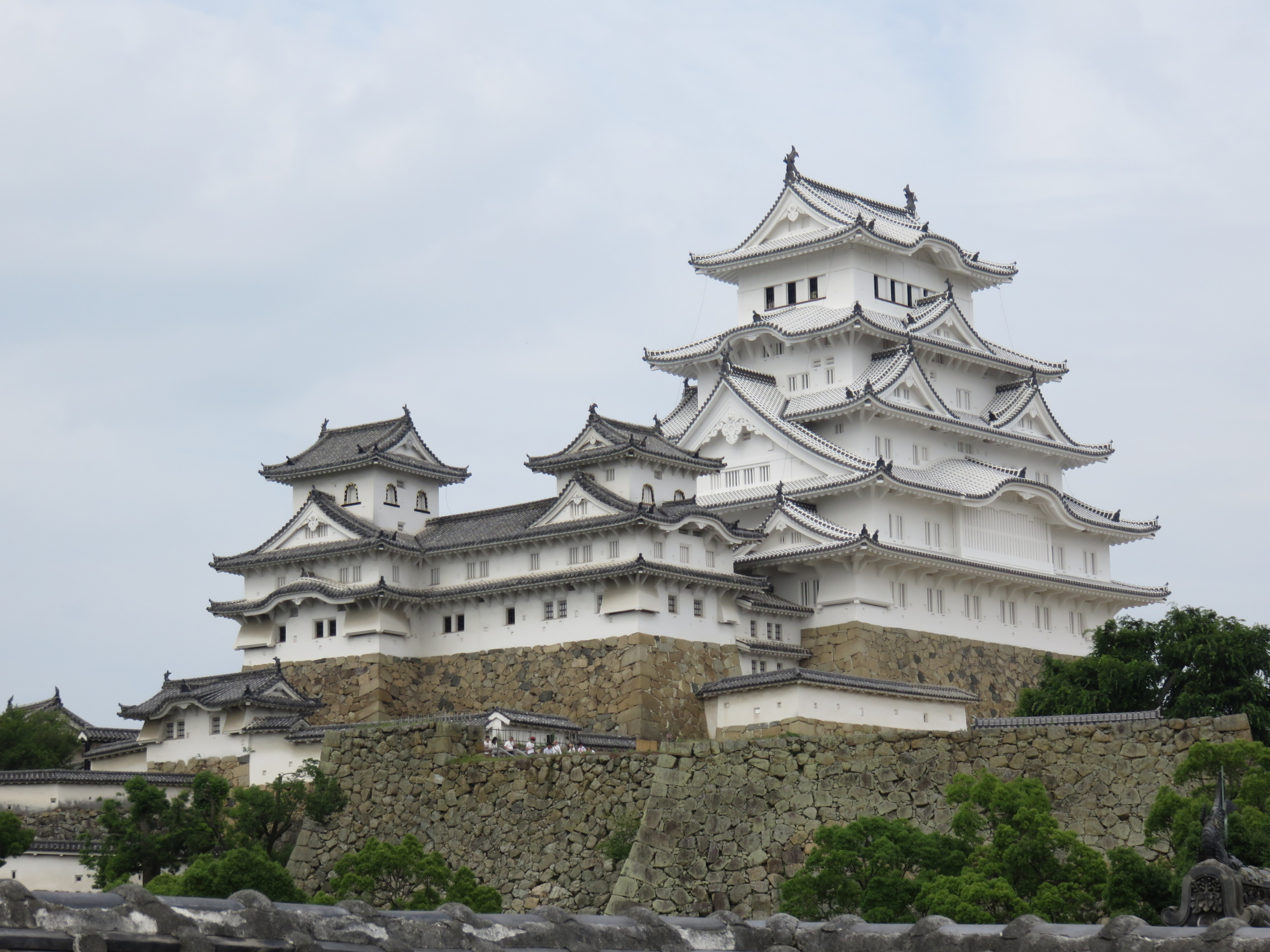
Le château d'Himeji
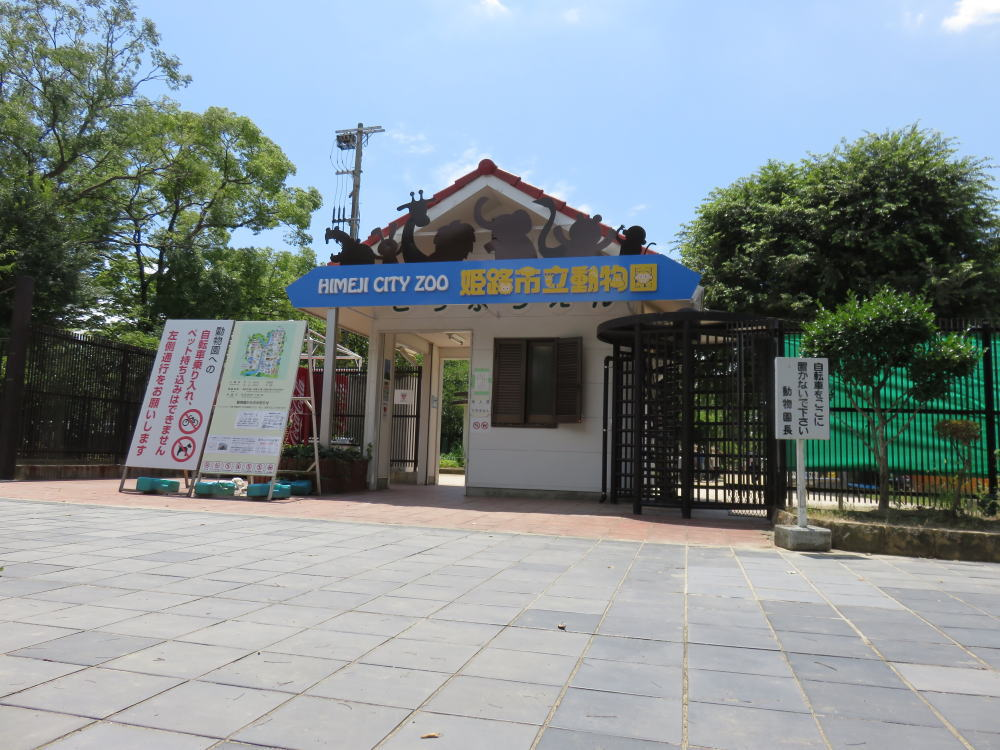
L'entrée du zoo
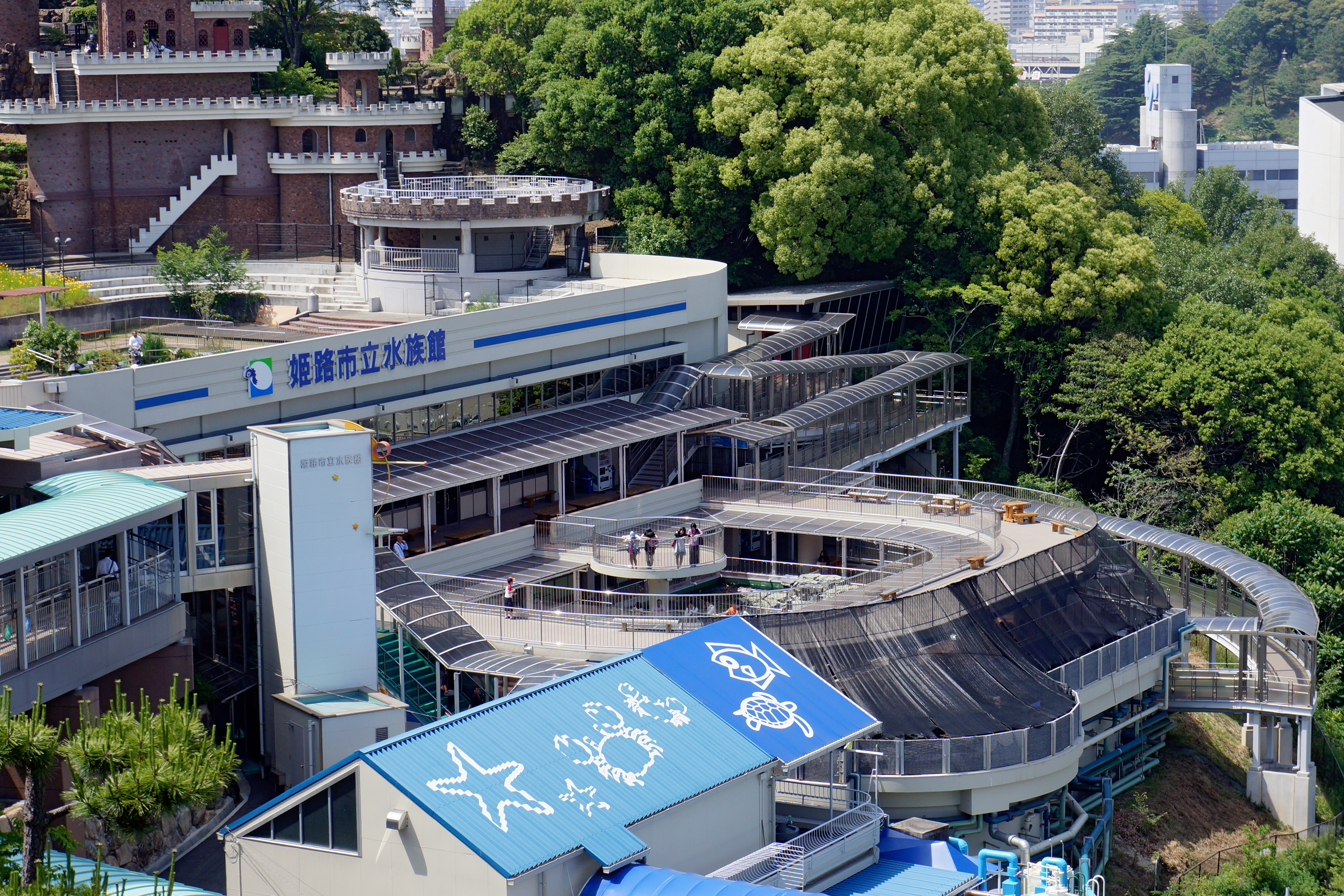
Vue sur l'aquarium